# 皮特维尔水泵房
51°54′43″N 2°04′02″W / 51.912025°N 2.06735°W

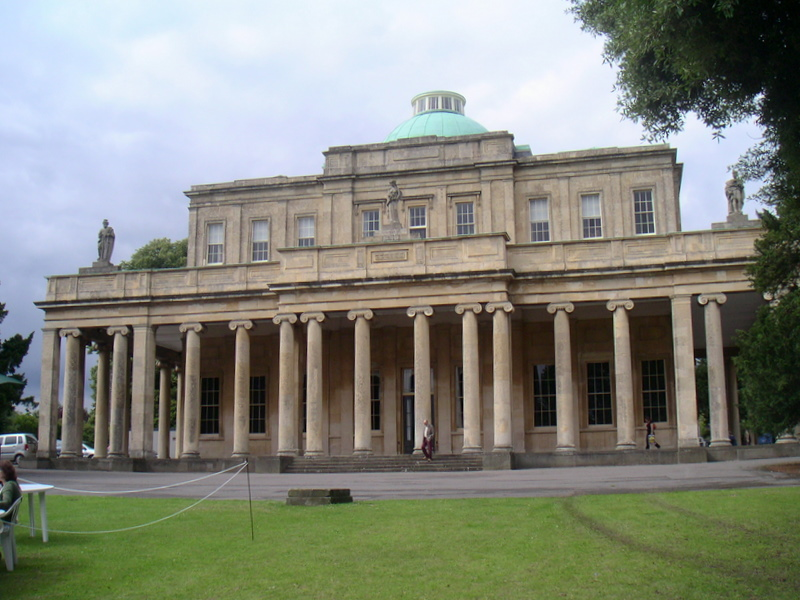
皮特维尔水泵房

皮特维尔水泵房（Pittville Pump Room）是英格兰格洛斯特郡切尔滕纳姆的一座一级登录建筑，也是当地最后和最大的一座水疗 建筑。
自1716年以来，切尔滕纳姆矿泉水的好处得到了认可，但直到1738年亨利·斯基利科恩来到之后， 才认真挖掘其潜力。在1788年国王乔治三世访问切尔滕纳姆之后，该镇变得越来越时髦，在镇内开放了多处温泉。 皮特维尔，是约瑟夫·皮特的愿景，一个1820年代开发的规划的新城，其中心部分是（现在仍然是）一个水泵房。

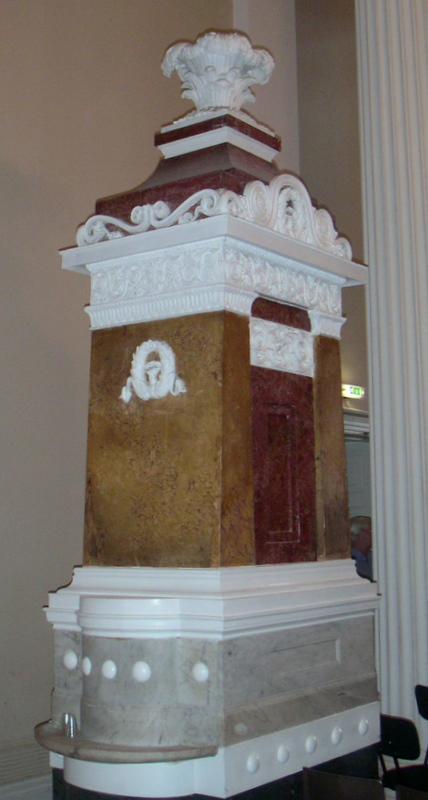
水泵

水泵房由建筑师约翰·福布斯建于1825年至1830年。这是一座一级登录建筑，位于皮特维尔草坪的北端，一直到湖边都是景观区域。建筑内有当年的大理石水泵，现在已经改用电泵打水。
该建筑拥有爱奥尼柱式的列柱，列柱支撑在穹顶下方的一个走廊，可以用于演奏音乐。内部底楼有一个舞厅。楼上有台球室，图书馆和阅览室。柱廊上方是的三尊雕像（许癸厄亚、阿斯克勒庇俄斯和希波克拉底），由卢修斯·加哈根雕刻于1827年。
水泵房在19世纪曾经出租给多个租客，用于开设休闲花园，包括展览和气球。然而并未盈利。最终皮特本人破产，1890年，水泵房归市议会所有。
水泵房现在是一个慈善机构切尔滕纳姆信托机构（The Cheltenham Trust）的一部分，它还管理切尔滕纳姆大会堂（Town Hall）、威尔森画廊和博物馆（Wilson Art Gallery & Museum）、威尔士亲王体育场（Prince of Wales Stadium）。再加上该镇的旅游信息中心，继续使用它们进行公共活动。水泵房经常作为音乐厅使用，尤其是在切尔滕纳姆音乐节期间。楼上曾经开设一个时尚博物馆。
在2007年选举之后，市议会讨论了出售水泵房的可能性，但在广泛抗议之后后来放弃了这一提议，转而支持有限的私有化，保留该建筑的公共用途。

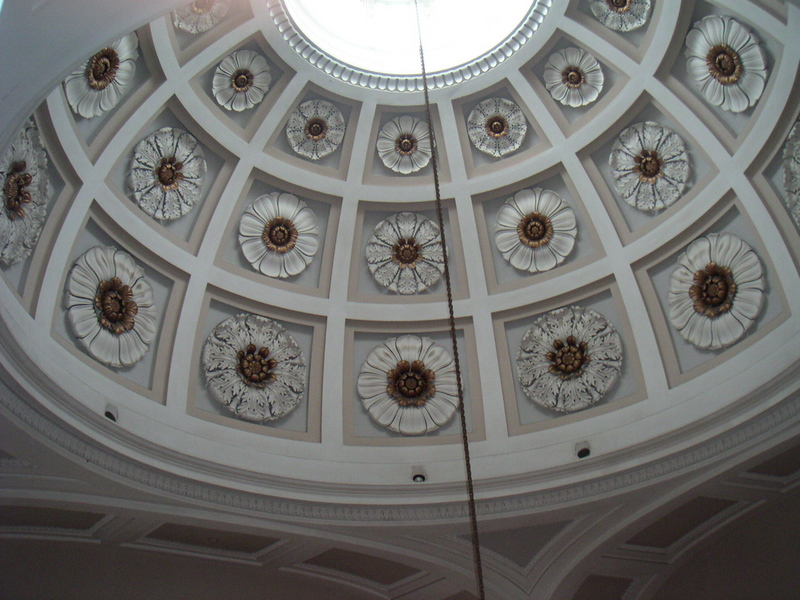
穹顶内部